# Strumiger desertorum
Strumiger desertorum är en insektsart som beskrevs av Zubovski 1896. Strumiger desertorum ingår i släktet Strumiger och familjen Pamphagidae.

## Underarter
Arten delas in i följande underarter:
- S. d. desertorum
- S. d. calcaratum
- S. d. persa